# Col Togwotee
Le col Togwotee est un col de montagne situé à 2 909 mètres d'altitude sur le Continental Divide dans la chaîne Absaroka aux États-Unis, entre les villes de Dubois et de Moran Junction.
Les routes U.S. Highway 287 et U.S. Highway 26 traversent le col qui est situé à environ 40 km à l'est de Moran Junction. Le col permet un accès direct au parc national Grand Teton National Park à partir du Wyoming. Les sommets de la Teton Range sont visibles à partir du versant occidental du col.
Le col se situe dans les forêts nationales de Bridger-Teton et Shoshone. Le col connait d'abondantes chutes de neige en hiver (hauteur habituelle de neige supérieure à 7,60 mètres et parfois jusque 15 mètres).
L'origine du nom provient de Togwotee un chef Washabie de la tribu Sheepeater qui fait partie des indiens Shoshones. Togwotee a guidé une expédition du gouvernement américain qui est passée par le col en 1873.